# Feria de ciencias

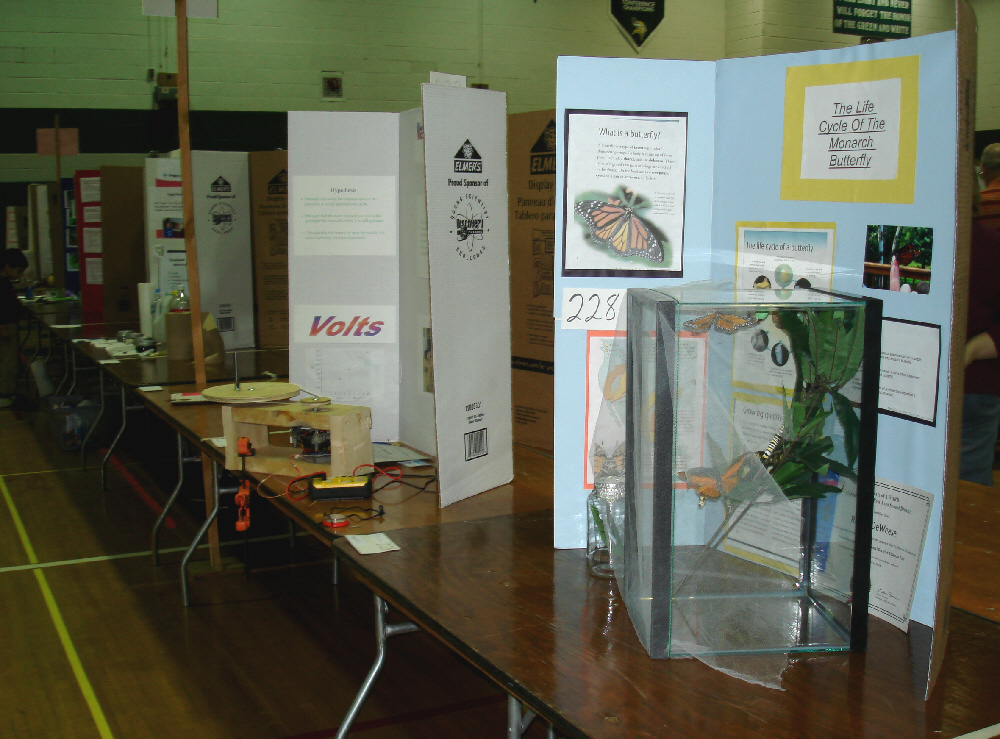
Pósteres en una feria de ciencias.

Una feria de ciencias es una exposición pública de proyectos científicos y tecnológicos realizados por estudiantes, en las que estos efectúan demostraciones, ofrecen explicaciones e incluso responden a cuestiones respecto al trabajo expuesto. Actualmente en las ferias se encuentran trabajos de todas las áreas (incluyendo por ejemplo el arte y la educación física), todos los niveles y modalidades educativos, sin embargo se las siguen asociando erróneamente solo a las "ciencias duras". 

El trabajo de feria de ciencias  no constituye solo el evento aislado en el que se exponen los proyectos, sino que contempla las actividades realizadas en el contexto áulico, la selección de la cuestión a investigar, el trabajo de campo, la redacción del informe, el diseño del stand o póster para la exposición, la preparación de la comunicación oral sobre el trabajo, y demás. Cada país o región elabora las pautas referidas a la participación de los estudiantes, la selección de trabajos y los aspectos organizativos de la feria.

En el año 2020, a partir de la pandemia de COVID 19 que llevó a la suspensión de actividades presenciales en las escuelas de muchas partes del mundo, se han dado en algunos lugares, como Andalucía, experiencias de Feria de Ciencias en entornos virtuales.

## Objetivo
El Objetivo principal de estos eventos es el acercamiento de la comunidad a las investigaciones realizadas por los estudiantes respecto a la ciencia, el arte y  la tecnología (ámbitos aparentemente distanciados en la sociedad) mediante los siguientes objetivos específicos: 

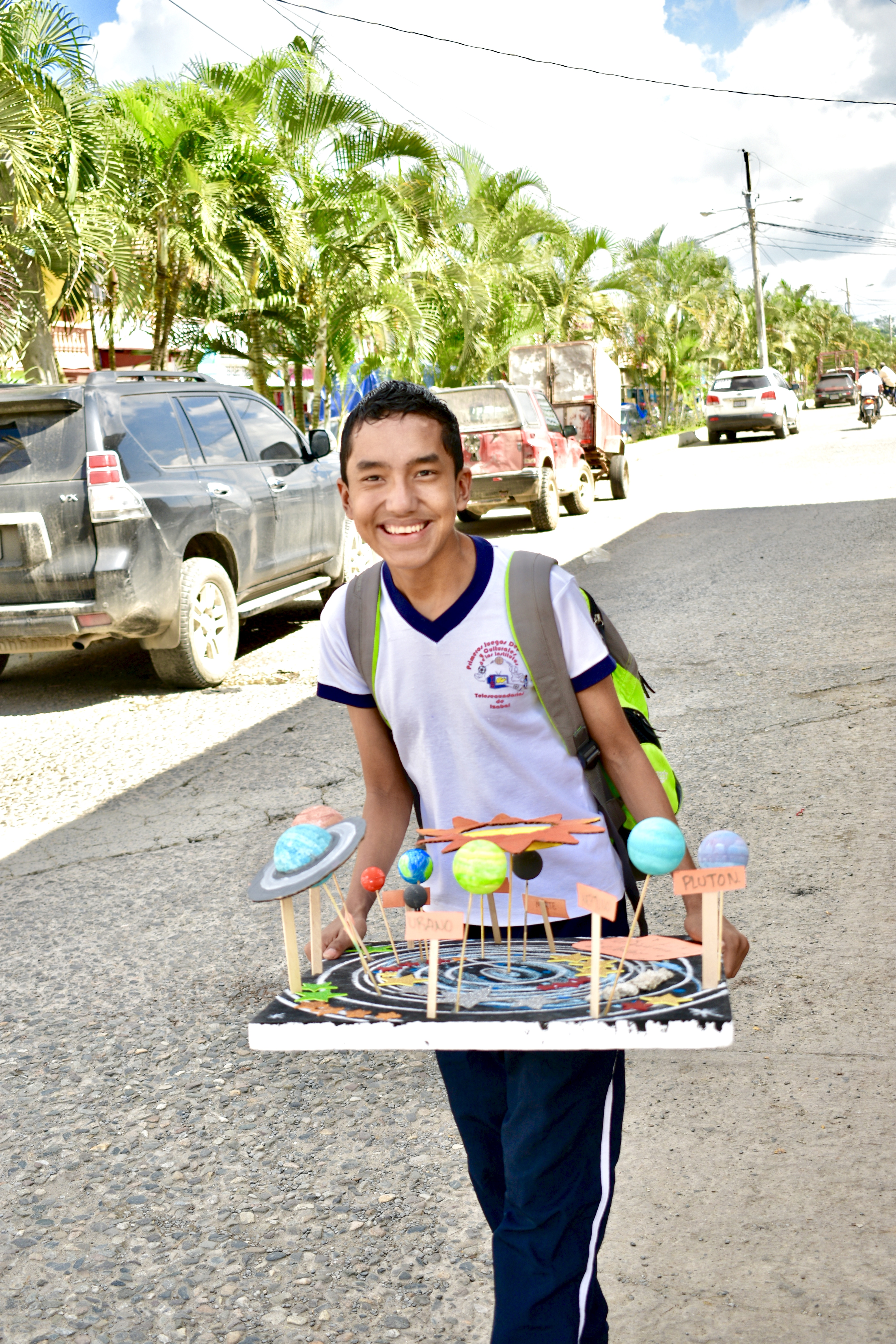
Un chico con su proyecto

- Promover en los estudiantes habilidades para la indagación, expresión y comunicación, que permitan la investigación mediante las metodologías propias de cada ciencia.
- Fortalecer vínculos entre la Escuela y la Comunidad.
- Favorecer el comportamiento social de los alumnos, propiciando espacios de interacción con la comunidad y con los demás participantes.
- Difundir los conocimientos científicos escolares y otorgarles significatividad para esa comunidad.
- Enriquecer los proyectos presentados mediante el aporte de los pares y de los docentes evaluadores, quienes realizan aportes significativos para dar continuidad y profundización a las propuestas.[4]

Las ferias de ciencias ofrecen una plataforma excelente para estudiantes de todas las edades para demostrar su curiosidad y habilidades científicas. Además de los proyectos tradicionales, hay una variedad de ideas innovadoras y diversas que se adaptan a diferentes intereses y pasiones.

## Feria de Ciencias en Argentina
En los años 60, Argentina da impulso a las Actividades Científico Tecnológicas con la fundación de los primeros Clubes de Ciencias, espacios extra escolares en los que los estudiantes desarrollaban proyectos según sus intereses. La CONICET y la Universidad Nacional de Córdoba tuvieron un importante papel en la capacitación de los docentes que llevarían estas inquietudes a sus aulas.Específicamente el Instituto de Matemática y Física, a cargo del Dr. Alberto Maiztegui promovió la vinculación de estudiantes y docentes de nivel medio y nivel universitario en torno a las  ciencias. 
Hacia el año 1967 la primera feria es impulsada por el Premio Nobel Bernardo Houssay quien avaló la idea de un grupo de jóvenes que querían presentar públicamente los proyectos elaborados en sus últimos años de secundario. Surgieron así las primeras ferias provinciales y nacionales, caracterizadas por centrarse en las "ciencias duras". Los especialistas, a cargo de la evaluación, a cargo de especialistas, no se daban a conocer por al equipo expositor.
Paulatinamente la Feria de Ciencias fue incorporando proyectos de otras áreas del conocimiento como sociales y lenguas. Al mismo tiempo me modificó las formas de evaluación, permitiendo instancias de acercamiento, asesoramiento y devolución entre estudiantes y equipo evaluador.
Actualmente se emplea la denominación Feria de Educación, Ciencia, Arte y Tecnología, promueve trabajos de diversas áreas del conocimiento, incluye todos los niveles educativos (desde inicial hasta terciario), y todas las modalidades escolares: educación común, rural, técnica, especial, intercultural bilingüe, educación domiciliaria, artística, educación en contextos de encierro, y de jóvenes y adultos.

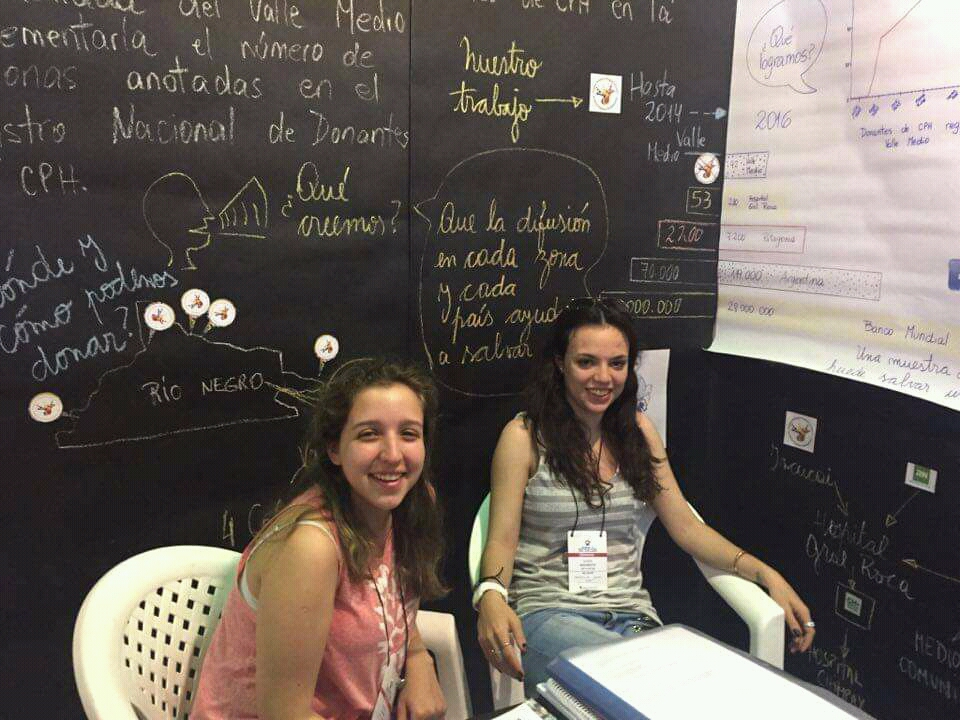
Feria Nacional- Córdoba- Argentina-2016

Las jurisdicciones (CABA y cada una de las provincias)  promueven la organización de las instancias escolares, zonales, regionales y provinciales, en la búsqueda de los trabajos que las representarán en la Feria Nacional.

## Documentos de un trabajo de feria de ciencias
Desde la génesis del proyecto es importante que los estudiantes vayan registrando el proceso de trabajo, sin modificar, tachar u omitir cuestiones, mediante la carpeta de campo. Allí se incluyen notas sobre visitas de especialistas, salidas escolares relacionadas al tema, aportes de docentes y directivos,y toda cuestión significativa para el grupo. Puede complementarse con archivos digitales (fotos, audios, grabaciones). Se presenta, en formato original, en el stand y no puede ser retirada por ninguna persona ajena al proyecto.
Los estudiantes deben presentar también un informe, en el que se describen las motivaciones que llevaron al desarrollo del proyecto, la metodología empleada, los resultados obtenidos, las conclusiones y la bibliografía. Este informe requiere de una redacción cuidada, una copia de él estará a disposición de los evaluadores durante la feria.
En Argentina se suma un tercer documento denominado registro pedagógico, redactado por el docente, en el que narra, de manera personal y subjetiva, no solo las cuestiones referentes a la planificación de actividades, relación entre éstas y el proyecto institucional y evaluación, sino también sus opiniones sobre los aciertos y errores del proceso, el impacto del trabajo en los estudiantes y la comunidad, las cuestiones vinculares que surgieron, entre otros aspectos.

## Actividades científicas y tecnológicas
Las Ferias de Ciencias son parte de las Actividades Científicas Tecnológicas Juveniles, que incluyen diversas formas de acercar a los jóvenes a la investigación. Incluyen los Campamentos Científicos, los Congresos Científico Tecnológico, los Clubes de Ciencias. Su principal objetivo es la alfabetización científica, pero también el potencial del trabajo en equipo, la interacción con otros grupos de investigadores juveniles y la divulgación de experiencias de indagación.